# Anthology 2
Anthology 2 is een verzamelalbum van The Beatles dat in 1996 is verschenen. Anthology 2 is onderdeel van een reeks van drie dubbel-cd's waarop zeldzame opnamen van liveoptredens, nooit eerder uitgebrachte nummers en vroege en werkversies van bekende Beatlesnummers te vinden zijn. Op Anthology 2 gaat het om opnamen uit de tijd van de albums Help!, Rubber Soul, Revolver, Sgt. Pepper's Lonely Hearts Club Band en Magical Mystery Tour.
Daarnaast bevat Anthology 2 ook een tweede 'nieuw' Beatlesnummer, Real Love. Dit is een bewerking van een lied dat origineel door John Lennon was geschreven.

## Nummers
Alle nummers zijn geschreven door John Lennon en Paul McCartney, tenzij anders aangegeven.

### Disc 1
1. "Real Love" (Lennon)
2. "Yes It Is" (Takes 2 & 14)
3. "I'm Down" (Take 1)
4. "You've Got to Hide Your Love Away" (Takes 1, 2 & 5) [Mono]
5. "If You've Got Trouble" (Take 5)
6. "That Means a Lot" (Take 1)
7. "Yesterday" (Take 1)
8. "It's Only Love" (Takes 2 & 3) [Mono]
9. "I Feel Fine" (Live at Blackpool Night Out)
10. "Ticket to Ride" (Live at Blackpool Night Out)
11. "Yesterday" (Live at Blackpool Night Out)
12. "Help!" (Live at Blackpool Night Out)
13. "Everybody's Trying to Be My Baby" (Live at Shea Stadium) (Carl Perkins)
14. "Norwegian Wood (This Bird Has Flown)" (Take 1)
15. "I'm Looking Through You" (Take 1)
16. "12-Bar Original" (Edited Take 2) (Lennon/McCartney/Harrison/Starkey)
17. "Tomorrow Never Knows" (Take 1)
18. "Got to Get You into My Life" (Take 5) [Mono]
19. "And Your Bird Can Sing" (Take 2)
20. "Taxman" (Take 11) (Harrison)
21. "Eleanor Rigby" (Strings Only) (Take 14)
22. "I'm Only Sleeping" (Rehearsal) [Mono]
23. "I'm Only Sleeping" (Take 1) [Mono]
24. "Rock and Roll Music" (Live at Nippon Budokan Hall) (Chuck Berry)
25. "She's a Woman" (Live at Nippon Budokan Hall)

### Disc 2
1. "Strawberry Fields Forever" (Demo Sequence)
2. "Strawberry Fields Forever" (Take 1)
3. "Strawberry Fields Forever" (Take 7 & Edit Piece) [Mono]
4. "Penny Lane" (Take 9)
5. "A Day in the Life" (Takes 1, 2, 6 & Orchestra)
6. "Good Morning Good Morning" (Take 8)
7. "Only a Northern Song" (Takes 3 & 12) (Harrison)
8. "Being for the Benefit of Mr. Kite!" (Takes 1 & 2)
9. "Being for the Benefit of Mr. Kite!" (Take 7 & Effects Tape)
10. "Lucy in the Sky with Diamonds" (Takes 6, 7 & 8)
11. "Within You Without You" (Instrumental) (Harrison)
12. "Sgt. Pepper's Lonely Hearts Club Band (Reprise)" (Take 5) [Mono]
13. "You Know My Name (Look Up the Number)"
14. "I Am the Walrus" (Take 16)
15. "The Fool on the Hill" (Demo) [Mono]
16. "Your Mother Should Know" (Take 27)
17. "The Fool on the Hill" (Take 4)
18. "Hello, Goodbye" (Take 16)
19. "Lady Madonna" (Takes 3 & 4)
20. "Across the Universe" (Take 2)